# Myrmeciza palliata
Myrmeciza palliata е вид птица от семейство Thamnophilidae. Видът е почти застрашен от изчезване.

## Разпространение
Видът е разпространен във Венецуела и Колумбия.